# 日向號列車
日向（日语： Hyūga */?）號列車是由九州旅客鐵道（JR九州）營運，行走於延岡站至宮崎站/南宮崎站/宮崎機場站之間的特別急行列車，途經日豐本線、日南線和宮崎機場線。
此條目同時記述只於宮崎縣內行走的聯絡列車演變。

## 概要
在2000年3月11日，當時行走於博多站至南宮崎站/宮崎機場站之間的特急「日輪」由於使用量較低而削減列車班次。在削減班次下，由於延岡市與宮崎市之間的城際運輸和來往宮崎機場的客量仍然不俗，因此便開設特急「日向」，只行走客量較好的延岡站至南宮崎站/宮崎機場站之區間，以替代被削減班次的「日輪」於宮崎縣內的服務。當初只有4個往返班次，後來增至6個往返班次。在2003年3月15日和2004年3月13日，部分列車延長行駛至別府站，並再次編入「日輪」班次，使「日向」當時剩下2個往返班次。在2010年3月13日時間表修正中，增至3個往返班次。在2011年3月12日時間表修正中，「夢日輪」被廢除，延岡站至南宮崎站/宮崎機場站之間的區間由「日向」取代，另外也把「清爽Liner」和「Home Liner」編入至「日向」班次，使「日向」再次設有6個往返班次。後來在2021年3月13日時間表修正中，日間部分「日輪」班次縮短至只行走延岡站以南區間，這些班次再次編入「日向」。
列車名稱取自宮崎縣在令制國時的名稱「日向國」。另外，「日向」這個愛稱曾經用於國鐵時代，當時行走大阪站至宮崎站之間的特急列車曾經名為「日向」（原來名為「鷗」，後來改名為「磯風」，再後來改名為「日向」，當時的「日向」是以漢字標記，現時的「日向」是以平假名標記）。使「日向」這個愛稱在1975年停用25年後再次使用。

## 運行概況
「日向」共有下行8班，上行9班（1至16、18號）。下行2班（3、5號）是從延岡站前往宮崎站，上行2本（16、18號）是從南宮崎站前往延岡站，其他班次行走於延岡站至宮崎機場站之間。下行班次（從延岡站出發）主要在早上出發，上行班次（前往延岡站）主要在黃昏以後時段出發。特急「日向」主要是補充「日輪」於延岡站以南的服務，以及主要運送旭化成的員工。在2021年3月13日起，「日向」再次設有日間班次行走，當中2個往返班次（2、6、11、15號）於繁忙時期會延長行駛至大分站並且編入至「日輪」班次。那些「日輪」班次分別為7、10、13和16號，在非繁忙時期，上述「日輪」班次編號會變為欠號。列車編號方面為班次編號＋5070M。
在2017年3月4日起，使用787系4卡編成的「日向」班次中，大部分開始一人控制。在2018年3月17日起，一人控制擴展至所有使用787系4卡編成的班次。

### 停車站
延岡站 - 南延岡站 - （門川站） - 日向市站 - （都農站） - 高鍋站 - 佐土原站 - （宮崎神宮站） - 宮崎站 - 南宮崎站 - 宮崎機場站
- 部分列車只停靠之車站。
  - 除了2、4、6、11、13號外，所有列車停靠門川站。
  - 除了2、4、6、11、13和15號，所有列車停靠都農站。
  - 只有15號停靠宮崎神宮站。
  - 在2021年3月12日前，2個往返班次停靠日向住吉站。

- 以下為列表各班次的詳細停車站（截至2021年3月）。
  - ●：停靠
  - －：通過

| 班次數目＼車站名稱   | 延岡站 | 南延岡站 | 門川站 | 日向市站 | 都農站 | 高鍋站 | 佐土原站 | 宮崎神宮站 | 宮崎站 | 南宮崎站 | 宮崎機場站 | 備註                                 |
| -------------------- | ------ | -------- | ------ | -------- | ------ | ------ | -------- | ---------- | ------ | -------- | ---------- | ------------------------------------ |
| 下行2班／上行3班     | ●      | ●        | －     | ●        | －     | ●      | ●        | －         | ●      | ●        | ●          |                                      |
| 下行3班／上行4班     | ●      | ●        | ●      | ●        | ●      | ●      | ●        | －         | ●      | ●        | ●          | 停靠門川和都農                       |
| 下行1班              | ●      | ●        | ●      | ●        | －     | ●      | ●        | ●          | ●      | ●        | ●          | 停靠門川和宮崎神宮。通過都農（15號） |
| 下行2班              | ●      | ●        | ●      | ●        | ●      | ●      | ●        | －         | ●      |          |            | 以宮崎為終點站（3、5號）             |
| 上行2班              | ●      | ●        | ●      | ●        | ●      | ●      | ●        | －         | ●      | ●        |            | 從南宮崎出發（16、18號）             |
| （下行停靠班次數目） | 8      | 8        | 6      | 8        | 5      | 8      | 8        | 1          | 8      | 6        | 6          |                                      |
| （上行停靠班次數目） | 9      | 9        | 6      | 9        | 6      | 9      | 9        | 0          | 9      | 9        | 7          |                                      |

在宮崎站至宮崎機場站之間，乘客只需車票便可乘坐普通車卡自由席。在該區間中的綠色車廂為自由席，乘客可於車內向車掌購買普通列車專用的自由席綠色車廂票。

### 使用車輛與編成
「日向」使用大分鐵道事業部大分車輛中心和南福岡車輛區所屬的787系電動列車行走。當中2個往返班次使用南福岡車輛區的6卡編成列車（連結綠色車廂包廂和DX綠色車廂），其餘班次使用大分車輛中心的4卡編成列車。在九州新幹線全線開通前，那些787系車輛曾經行走「接力燕」和「有明」等其他特急路線。隨著九州新幹線全線於2011年3月12日開通，上述特急列車被廢除或削減班次，使多餘787系列車轉為行走日豐本線的特急班次，以取代485系電動列車。
在787系開始行走「日向」時，也會使用783系電動列車行走「日向」班次。在2021年3月13日時間表修正起，所有班次統一使用787系。
「日向」的車輛與「日輪」和「霧島」共用。在開設「日向」當初，由於列車的主要功用是行走於延岡站至宮崎站之間的Home Liner，因此當時基本上所有車廂為普通車自由席。
在2000年3月11日開設特急「日向」起已經使用485系電動列車。直至2011年3月12日時間表修正，787系開始行走「日向」為止。但是，由於車務調動的關係，會有部分日子於部分班次繼續使用485系。

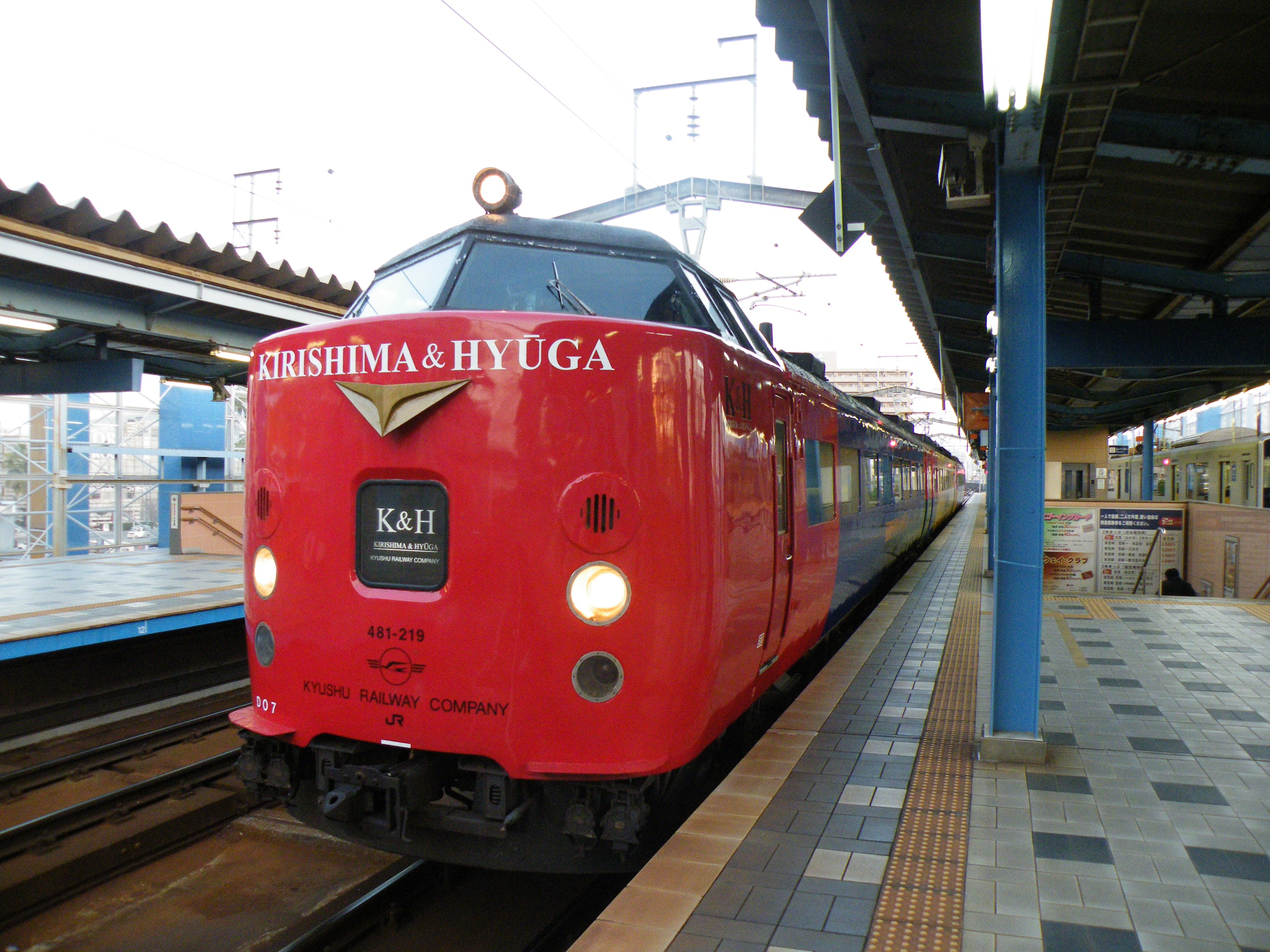
485系「日向」（2009年）

## 宮崎縣內的聯絡列車演變
- 1989年（平成元年）3月11日：開設行走於延岡站至南宮崎站之間的快速列車「日向」。當時使用457系、475系電動列車（日语：国鉄457系電車）行走。
- 1996年（平成8年）7月18日：隨著宮崎機場線開通，快速「日向」駛入至宮崎機場站。
- 2000年（平成12年）3月11日：隨著「日輪」被削減往來大分站至南宮崎站之間的班次，為了維持延岡站至南宮崎站/宮崎機場站之間的便利性，因此開設了特急「日向」。當初所有班次使用485系電動列車行走，共有4個往返班次。同日，快速「日向」被廢除。
- 2001年（平成13年）3月3日：增至5個往返班次。部分班次開始使用783系電動列車。
- 2002年（平成14年）3月23日：增至6個往返班次。
- 2003年（平成15年）3月15日：隨著部分班次再次編入「日輪」，「日向」削減至4個往返班次。783系一度不再行走「日向」。
- 2004年（平成16年）3月13日：隨著部分班次再次編入「日輪」，「日向」削減至2個往返班次。使日間沒有「日向」班次。部分列車再次使用783系行走。
- 2009年（平成21年）3月14日：增至3個往返班次。同日，所有班次所有車廂均禁煙。在此修正中，下行班次不再駛入宮崎機場站。
- 2011年（平成23年）3月12日：實施時間表修正，設有以下變更[1]。
  1. 「夢日輪」於延岡站至南宮崎站/宮崎機場站之間的區間編入至「日向」，另外「清爽Liner」和「Home Liner」也編入至「日向」。使「日向」增至6個往返班次。部分列車開始停靠日向住吉站。再次設有下行列車駛入宮崎機場站。
  2. 使用車輛方面，3個往返班次使用787系（2個往返班次以4卡編成，1個往返班次以6卡編成），3個往返班次使用783系，不再使用485系。
- 2017年（平成29年）3月4日：實施時間表修正，設有以下變更[2]。
  1. 使用783系的1個往返班次改用787系4卡編成。
  2. 以787系4卡編成行走的班次中，除了下行1班外，其餘班次以一人控制行走。
- 2018年（平成30年）3月17日：實施時間表修正，設有以下變更[3]。
  1. 「日輪」26號（上行「日輪」尾班車）縮短至前往延岡站，並且變更為「日向」4號。使「日向」共有下行6班，上行7班。
  2. 所有以787系4卡編成行走的列車一人控制行走。
- 2020年（令和2年）3月20日 - 5月10日（預計）：受到新冠疫情影響使客量減少，「日向」班次設有以下調整[4][5][6]。
  - 3月20日 - 4月5日：5、8號的行走區間縮短為延岡站至宮崎站之間，合共34班變更了行走區間。
  - 4月6日 - 5月10日：7、8、11、14號暫停服務，合共140班暫停服務。
  - 5月2日 - 5月6日：JR九州內所有在來線特急列車均暫停服務，當中包括了「日向」[7][8]。
  - 11月1日 - 受到新冠疫情影響使客量減少。當日起，「日輪喜凱亞」20號於宮崎機場站至大分站之間的區間暫停服務。同時開設了「日向」102號，該班次從宮崎機場站前往延岡站，並使用「日輪喜凱亞」20號的時間表[9]。
- 2021年（令和3年）3月13日：實施時間表修正，設有以下變更[10][11]
  1. 「日輪」3個往返班次的行走區間縮短或部分區間變為臨時列車化，這些班次編入至「日向」。另外，「日向」的1個往返班次（舊2、11號）被廢除。使「日向」共有下行8班，上行9班（實際上增加2個往返班次）。當中2個往返班次於繁忙時期會變為「日輪」並延長至大分站到發。
  2. 5號縮短至宮崎站，同時開設普通列車，從宮崎站前往宮崎機場站。
  3. 上行尾班車（舊14號，修正後為18號）提早20分鐘出發。
  4. 使用車輛統一為787系（783系不再於日豐本線上行走）。
  5. 原本部分班次停靠的日向住吉站。在該修正，所有班次通過該站。部分班次開始停靠宮崎神宮站。

## 注腳
1. ↑   (新闻稿). 九州旅客鐵道. 2010-12-17. （原始内容存档于2011年4月29日） （日语）.
2. ↑  JR九州大分・鹿児島支社（日語） 的存檔，存档日期2017年2月18日，.（日語）
3. ↑   (PDF). 九州旅客鐵道. 2017-12-15  [2017-12-15]. （原始内容存档 (PDF)于2020-05-07） （日语）.
4. ↑   (PDF). 九州旅客鐵道.   [2020-03-20]. （原始内容 (PDF)存档于2020-03-24） （日语）.
5. ↑   (PDF). 九州旅客鐵道.   [2020-03-16]. （原始内容 (PDF)存档于2020-03-17） （日语）.
6. ↑  新型コロナウイルス感染拡大に伴う追加の運転計画について（4月8日追加）[]（日語） - 九州旅客鐵道（2020年4月8日）
7. ↑   (PDF). 九州旅客鐵道.   [2020-04-21]. （原始内容存档 (PDF)于2021-07-07） （日语）.
8. ↑   (PDF). 九州旅客鐵道.   [2020-04-21] （日语）.[]
9. ↑  一部在来線特急列車の運転計画の見直しについて （页面存档备份，存于）（日語） - 九州旅客鐵道（2020年9月18日，2020年9月20日參閱）
10. ↑  【鹿児島支社版】 2021 年 3 月にダイヤを見直します （页面存档备份，存于）（日語） - 九州旅客鐵道鹿兒島分社(2020年12月18日，2020年12月19日參閱)
11. ↑  山陽・九州新幹線、特急列車時刻表 -2021年春ダイヤ- （页面存档备份，存于）（日語） - 九州旅客鐵道(2020年12月18日，2020年12月19日參閱）

## 外部連結
- 其他的特急 （页面存档备份，存于）（日語） - 九州旅客鐵道